# Професор Иширково
Професор Иширково е село в Североизточна България. То се намира в община Силистра, област Силистра.

## География
Село Професор Иширково се намира на 18 km от общинския център Силистра. Разположено е между полегатите склонове на два хълма. Това е характерен релеф за североизточната Дунавска равнина. Климатът на селото е типично умерен.

## История
През Османския период селото носи името Кочина. Това име се запазва след Освобождението и по време на румънската власт над Южна Добруджа (1919 - 1940). През този период са регистрирани многобройни нападения, опити за самоуправство и побой от страна на арумънски колонисти над жители на селото и окръга. Запазени са сведения от 29 декември 1927 г., че на вниманието на църковните власти е изложен случая на свещеника от Кочина, който отказал да служи на румънски език, въпреки молбите на 40 колонисти, посетили църквата заедно с около 10 българи, като вместо това довършил службата на български език.
Със заповед на МЗ № 2191/обн. 27 юни 1942 г. селото получава днешното си име в чест на географа професор Анастас Иширков. Според местната устна традиция този своеобразен теоретик на преименуването на населени места след Освобождението на България посещава селото, а през 1922 г. публикува изключително интересната статия „Имената на нашите селища“.

## Население
Численост на населението според преброяванията през годините:
| \| Година на преброяване \| Численост \| \| --------------------- \| --------- \| \| 1934 \| 2275 \| \| 1946 \| 2433 \| \| 1956 \| 2421 \| \| 1965 \| 2141 \| \| 1975 \| 1921 \| \| 1985 \| 1858 \| \| 1992 \| 1702 \| \| 2001 \| 1376 \| \| 2011 \| 1146 \| \| 2021 \| 969 \| |           |
| Година на преброяване | Численост |
| 1934 | 2275      |
| 1946 | 2433      |
| 1956 | 2421      |
| 1965 | 2141      |
| 1975 | 1921      |
| 1985 | 1858      |
| 1992 | 1702      |
| 2001 | 1376      |
| 2011 | 1146      |
| 2021 | 969       |

### Етнически състав
Преброяване на населението през 2011 г.
Численост и дял на етническите групи според преброяването на населението през 2011 г.:
|                     | Численост | Дял (в %) |
| Общо                | 1146      | 100.00    |
| Българи             | 559       | 48.77     |
| Турци               | 518       | 45.20     |
| Цигани              | 27        | 2.35      |
| Други               | 5         | 0.43      |
| Не се самоопределят | 0         | 0.00      |
| Неотговорили        | 37        | 3.22      |

## Икономика
В селото се развива предимно земеделска дейност, провеждана от две земеделски кооперации – ЗК „Плодородие-93“ и ЕТ „Нива-93“. Най-популярни от трайните насаждения са няколкото овощни градини в околността на селото. Други важни култури, които се отглеждат в района на селото са пшеницата, царевицата, слънчогледът, ечемикът и др.